# CS Oltchim Râmnicu Vâlcea

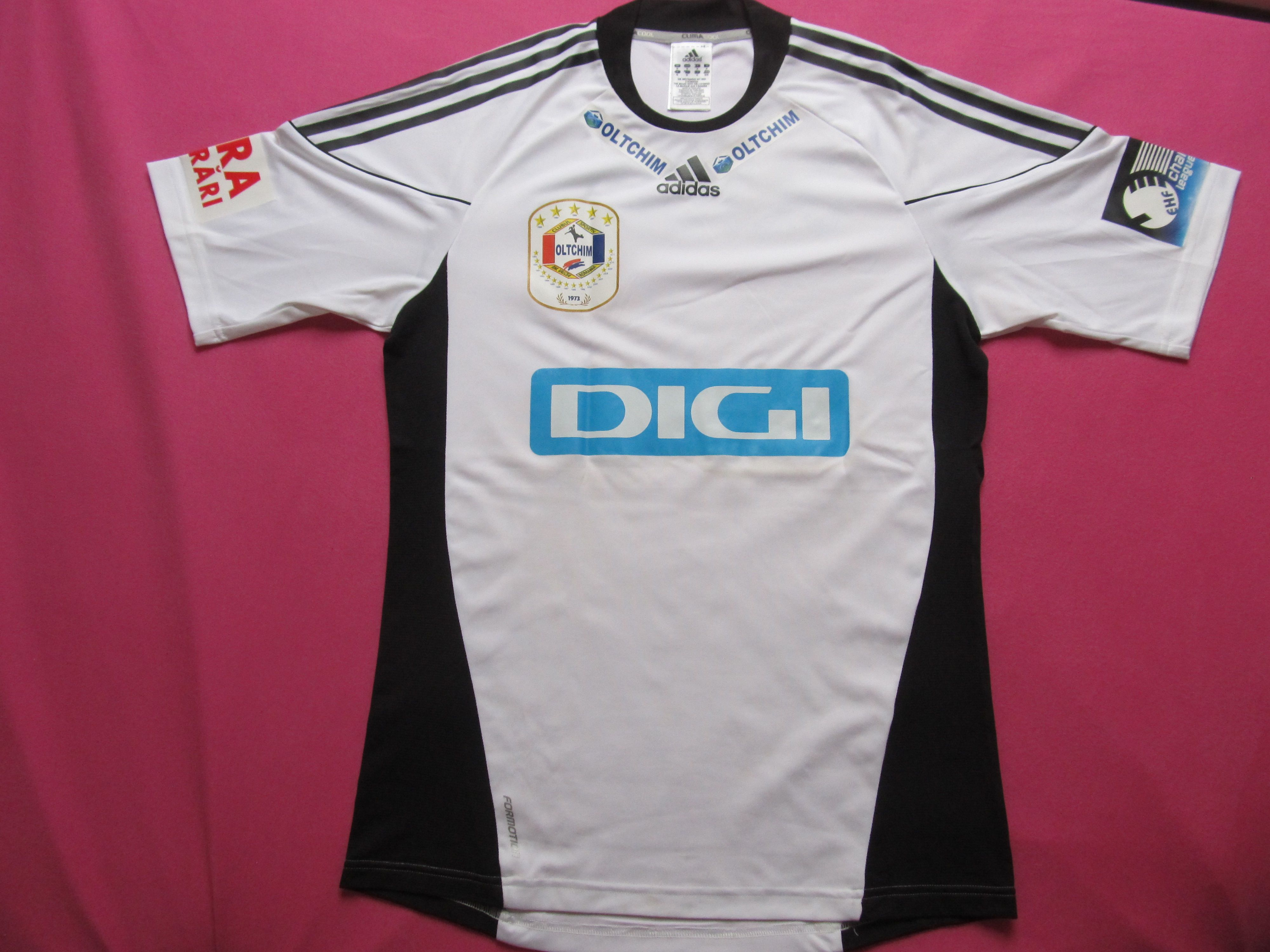
Tip de tricou produs pentru suporterii CS Oltchim.

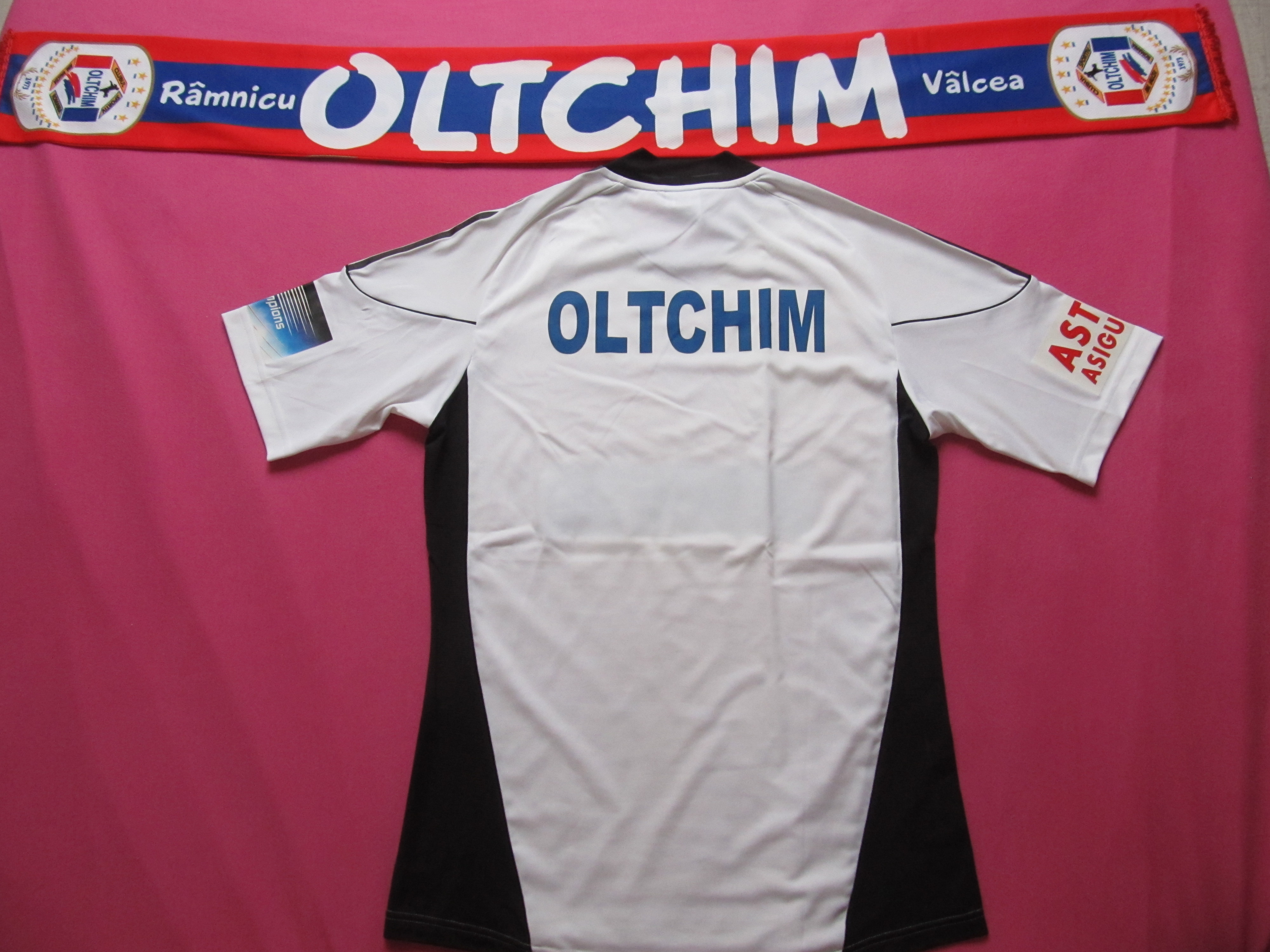
Tricou și fular produse pentru suporterii CS Oltchim.

Clubul Sportiv Oltchim Râmnicu Vâlcea a fost o echipă de handbal feminin din România. Ea și-a disputat meciurile de acasă în Sala Sporturilor „Traian”. Până în vara anului 2012, echipa a fost sponsorizată de întreprinderea chimică Oltchim. În sezonul competițional 2012-2013, principalul sponsor a devenit OMV Petrom. CS Oltchim Râmnicu Vâlcea a fost considerată echipa-fanion a municipiului Râmnicu-Vâlcea. Ultimul antrenor a fost Steluța Luca. Echipa a câștigat Campionatul României de nouăsprezece ori, Cupa României de treisprezece ori, are în palmares două trofee IHF, o Cupa Cupelor, o Supercupa Europei și un Trofeul Campioanelor.
La sfârșitul sezonului competițional 2012-2013, conducerea clubului a anunțat probleme financiare grave, iar jucătoarele au devenit libere de contract și au fost sfătuite să își caute alte cluburi. Echipa nu s-a înscris în Liga Campionilor, deși s-ar fi aflat în prima urnă valorică, iar înscrierea în Liga Națională a fost o vreme incertă. Totuși, pe 1 iulie 2013, CS Oltchim s-a înscris în Liga Națională și a anunțat că va preda ulterior locul nou-formatei echipe HC Oltenia, sponsorizată de municipalitate. Într-un comunicat postat pe pagina oficială a CS Oltchim, conducerea clubului a salutat înființarea structurii Handbal Club Oltenia, dar a anunțat că Oltchim va rămâne cu palmaresul și patrimoniul său. În acest moment2014 echipa nu mai există.

## Palmares

### Palmares intern
- Liga Națională:
  -  Câștigătoare (19): 1989, 1990, 1991, 1993, 1994, 1995, 1996, 1997, 1998, 1999, 2000, 2002, 2007, 2008, 2009, 2010, 2011, 2012, 2013
  -  Locul 2 (5): 1983, 1985, 1992, 2001, 2003
  -  Locul 3 (5): 1984, 1986, 1988, 2005, 2006
- Cupa României:
  -  Câștigătoare (13): 1984, 1990, 1992, 1993, 1994, 1995, 1996, 1997, 1998, 1999, 2001, 2002, 2007, 2011
  -  Finalistă (3): 1986, 2003, 2006
  - Semifinalistă (4): 1987, 1988, 1989, 2004
- Supercupa României
  -  Câștigătoare (2): 2007, 2011

### Palmares internațional
- Liga Campionilor:
  -  Finalistă (1): 2010
  - Semifinalistă (5): 1990, 1992, 2009, 2012, 2013
  - Grupe principale (2): 2008, 2011
  - Grupe (7): 1994, 1996, 1997, 1998, 1999, 2000, 2001
  - Optimi (1): 1991
  - Șaisprezecimi (1): 2000
  - Turul 2 (1): 2003
- Cupa Cupelor:
  -  Câștigătoare (1): 2007
  -  Finalistă (1): 2002
  - Semifinalistă (2): 1987, 1993
  - Optimi (2): 1985, 1995
- Cupa EHF:
  -  Câștigătoare (2): 1984, 1989
  - Sfertfinalistă (1): 2003
  - Optimi (1): 1986
  - Turul 3 (1): 2004
  - Turul 2 (1): 2006
- Cupa Challenge:
  - Sfertfinalistă (1): 2005
- Supercupa Europei:
  -  Câștigătoare (1): 1984
- Trofeul Campionilor:
  -  Câștigătoare (1): 2007

## Meciuri europene
Conform Federației Europene de Handbal și Federației Române de Handbal:
| Sezon   | Competiție                       | Fază                               | Club                          | Tur   | Retur | Total          |                |                |
| ------- | -------------------------------- | ---------------------------------- | ----------------------------- | ----- | ----- | -------------- | -------------- | -------------- |
|         |                                  |                                    |                               |       |       |                |                |                |
| 1983-84 | Cupa IHF Câștigătoare            | 1/8 de finală                      | CD Torres Novas               |       |       | neprezentare   |                |                |
| 1983-84 | Cupa IHF Câștigătoare            | 1/4 de finală                      | Swift Roermond                | 32-16 | 24-21 | 56–37          |                |                |
| 1983-84 | Cupa IHF Câștigătoare            | Semifinale                         | Békéscsabai Előre             | 28-21 | 23-21 | 51–42          |                |                |
| 1983-84 | Cupa IHF Câștigătoare            | Finala                             | VfL Oldenburg                 | 30-22 | 25-24 | 55–46          |                |                |
|         |                                  |                                    |                               |       |       |                |                |                |
| 1984-85 | Cupa Cupelor                     | 1/8 de finală                      | Buducnost Titograd            | 26-25 | 21-27 | 47–52          |                |                |
|         |                                  |                                    |                               |       |       |                |                |                |
| 1985-86 | Cupa IHF                         | 1/8 de finală                      | TV Giessen Luetzellinden (a)  | 28-22 | 18-24 | 46–46          |                |                |
|         |                                  |                                    |                               |       |       |                |                |                |
| 1986-87 | Cupa Cupelor                     | 1/8 de finală                      | Union Admira Landhaus         | 35-14 | 31-27 | 66–41          |                |                |
| 1986-87 | Cupa Cupelor                     | 1/4 de finală                      | ŽRK Voždovac                  | 33-25 | 26-32 | 59–57          |                |                |
| 1986-87 | Cupa Cupelor                     | Semifinale                         | Berliner TSC (a)              | 22-18 | 11-15 | 33–33          |                |                |
|         |                                  |                                    |                               |       |       |                |                |                |
| 1988-89 | Cupa IHF Câștigătoare            | 1/8 de finală                      | ZVL Prešov                    | 34-18 | 23-29 | 57–47          |                |                |
| 1988-89 | Cupa IHF Câștigătoare            | 1/4 de finală                      | Rostelmaș Rostov-pe-Don       | 29-26 | 22-27 | 51–50          |                |                |
| 1988-89 | Cupa IHF Câștigătoare            | Semifinale                         | Budapesti Spartacus SC        | 34-25 | 26-29 | 60–54          |                |                |
| 1988-89 | Cupa IHF Câștigătoare            | Finala                             | Eglė Vilnius                  | 26-18 | 21-26 | 47–44          |                |                |
|         |                                  |                                    |                               |       |       |                |                |                |
| 1989-90 | Cupa Campionilor Europeni        | 1/8 de finală                      | HC Empor Rostock              | 31-27 | 27-19 | 58–46          |                |                |
| 1989-90 | Cupa Campionilor Europeni        | 1/4 de finală                      | KŚ AZS Wrocław                | 32-33 | 24-26 | 53–58          |                |                |
| 1989-90 | Cupa Campionilor Europeni        | Semifinale                         | Kuban Krasnodar               | 28-22 | 22-29 | 50–51          |                |                |
|         |                                  |                                    |                               |       |       |                |                |                |
| 1990-91 | Cupa Campionilor Europeni        | 1/8 de finală                      | Hypobank-Südstadt             | 24-19 | 15-23 | 39–42          |                |                |
|         |                                  |                                    |                               |       |       |                |                |                |
| 1991-92 | Cupa Campionilor Europeni        | 1/8 de finală                      | HV Aalsmeer                   | 40–29 | 31–24 | 71–53          |                |                |
| 1991-92 | Cupa Campionilor Europeni        | 1/4 de finală                      | Irsta HF                      | 33–28 | 25–27 | 58–55          |                |                |
| 1991-92 | Cupa Campionilor Europeni        | Semifinale                         | Hypobank-Südstadt             | 22-32 | 22-34 | 44–66          |                |                |
|         |                                  |                                    |                               |       |       |                |                |                |
| 1992-93 | Cupa Cupelor                     | Turul 1                            | Kefalovrysos Kythreas         | 36-20 | 37–21 | 73–41          |                |                |
| 1992-93 | Cupa Cupelor                     | 1/8 de finală                      | ASPTT Metz                    | 29–18 | 20–12 | 49–30          |                |                |
| 1992-93 | Cupa Cupelor                     | 1/4 de finală                      | Podravka Koprivnica           | 30–25 | 28–32 | 58–58          |                |                |
| 1992-93 | Cupa Cupelor                     | Semifinale                         | TV Giessen Luetzellinden      | 32-27 | 17-23 | 49–50          |                |                |
|         |                                  |                                    |                               |       |       |                |                |                |
| 1993-94 | Liga Campionilor                 | 1/16 de finală                     | Hapoel Rishon Le Zion         | 35-11 | 27-26 | 62–37          |                |                |
| 1993-94 | Liga Campionilor                 | 1/8 de finală                      | Cavalco Cassano               | 29–21 | 25–20 | 54–41          |                |                |
| 1993-94 | Liga Campionilor                 | Faza grupelor (Grupa A)            | El Osito Eliana Valencia      | 35–25 | 19–27 | Locul trei     |                |                |
| 1993-94 | Liga Campionilor                 | Faza grupelor (Grupa A)            | Hypo Niederösterreich         | 14–25 | 24–25 | Locul trei     |                |                |
| 1993-94 | Liga Campionilor                 | Faza grupelor (Grupa A)            | Podravka Koprivnica           | 24–26 | 22–19 | Locul trei     |                |                |
|         |                                  |                                    |                               |       |       |                |                |                |
| 1994-95 | Cupa Cupelor                     | 1/16 de finală                     | Lokomotiva Zagreb             | 23-22 | 24-18 | 46–41          |                |                |
| 1994-95 | Cupa Cupelor                     | 1/8 de finală                      | Krim Electa Ljubljana         | 32-24 | 22-32 | 54–56          |                |                |
|         |                                  |                                    |                               |       |       |                |                |                |
| 1995-96 | Liga Campionilor                 | 1/16 de finală                     | TMO Ankara                    | 35-15 | 30-14 | 65–29          |                |                |
| 1995-96 | Liga Campionilor                 | 1/8 de finală                      | SG WAT Fünfhaus               | 32–18 | 33–16 | 65–34          |                |                |
| 1995-96 | Liga Campionilor                 | Faza grupelor (Grupa B)            | Ferencváros Budapesta         | 26–26 | 23–29 | Locul patru    |                |                |
| 1995-96 | Liga Campionilor                 | Faza grupelor (Grupa B)            | Hypo Niederösterreich         | 18–23 | 17–30 | Locul patru    |                |                |
| 1995-96 | Liga Campionilor                 | Faza grupelor (Grupa B)            | Viborg HK                     | 17–21 | 35–21 | Locul patru    |                |                |
|         |                                  |                                    |                               |       |       |                |                |                |
| 1996-97 | Liga Campionilor                 | 1/16 de finală                     | Slovan Duslo Sala             | 33-16 | 29-22 | 62–38          |                |                |
| 1996-97 | Liga Campionilor                 | Faza grupelor (Grupa C)            | Hypo Niederösterreich         | 18–19 | 21–29 | Locul trei     |                |                |
| 1996-97 | Liga Campionilor                 | Faza grupelor (Grupa C)            | Byasen Trondheim              | 20–25 | 24–16 | Locul trei     |                |                |
| 1996-97 | Liga Campionilor                 | Faza grupelor (Grupa C)            | ASPTT Metz                    | 24–24 | 20–20 | Locul trei     |                |                |
|         |                                  |                                    |                               |       |       |                |                |                |
| 1997-98 | Liga Campionilor                 | 1/16 de finală                     | Handball Femina Vise          | 32-18 | 38-16 | 70–34          |                |                |
| 1997-98 | Liga Campionilor                 | Faza grupelor (Grupa D)            | Viborg HK                     | 22–19 | 24–23 | Locul trei     |                |                |
| 1997-98 | Liga Campionilor                 | Faza grupelor (Grupa D)            | Hypo Niederösterreich         | 26–20 | 17–18 | Locul trei     |                |                |
| 1997-98 | Liga Campionilor                 | Faza grupelor (Grupa D)            | Jomsa Rimini                  | 20–22 | 30–21 | Locul trei     |                |                |
|         |                                  |                                    |                               |       |       |                |                |                |
| 1998-99 | Liga Campionilor                 | 1/16 de finală                     | Istocinik Rostov              | 20-23 | 26-21 | 46–44          |                |                |
| 1998-99 | Liga Campionilor                 | Faza grupelor (Grupa D)            | Dunaferr SE                   | 21–24 | 24–23 | Locul trei     |                |                |
| 1998-99 | Liga Campionilor                 | Faza grupelor (Grupa D)            | Hypo Niederösterreich         | 24–32 | 25–19 | Locul trei     |                |                |
| 1998-99 | Liga Campionilor                 | Faza grupelor (Grupa D)            | GAS Anagennisi Artas          | 34–29 | 32–24 | Locul trei     |                |                |
|         |                                  |                                    |                               |       |       |                |                |                |
| 1999-00 | Liga Campionilor                 | 1/16 de finală                     | Volgograd AKVA                | 26-26 | 19-22 | 45–48          |                |                |
|         |                                  |                                    |                               |       |       |                |                |                |
| 2000-01 | Liga Campionilor                 | Turul 2                            | Podravka Koprivnica           | 19-18 | 21-19 | 40–37          |                |                |
| 2000-01 | Liga Campionilor                 | Faza grupelor (Grupa D)            | Larvik HK                     | 19–24 | 22–16 | Locul trei     |                |                |
| 2000-01 | Liga Campionilor                 | Faza grupelor (Grupa D)            | Viborg HK A/S                 | 27–30 | 25–24 | Locul trei     |                |                |
| 2000-01 | Liga Campionilor                 | Faza grupelor (Grupa D)            | GAS Anagennisi Artas          | 21–33 | 39–29 | Locul trei     |                |                |
|         |                                  |                                    |                               |       |       |                |                |                |
| 2001-02 | Cupa Cupelor Finalistă           | Turul 3                            | HC Novesta Zlín               | 25-25 | 27–20 | 52–45          |                |                |
| 2001-02 | Cupa Cupelor Finalistă           | Turul 4                            | Spartak Kiev                  | 34–23 | 35–24 | 69–47          |                |                |
| 2001-02 | Cupa Cupelor Finalistă           | 1/4 de finală                      | ZRK Koka Varazdin             | 31–19 | 31–25 | 62–44          |                |                |
| 2001-02 | Cupa Cupelor Finalistă           | Semifinale                         | Alsa Elda Prestigio           | 23-26 | 30-23 | 53–49          |                |                |
| 2001-02 | Cupa Cupelor Finalistă           | Finala                             | Handball Club Lada Tolyatti   | 32-27 | 20-28 | 52–55          |                |                |
|         |                                  |                                    |                               |       |       |                |                |                |
| 2002-03 | Liga Campionilor                 | Turul 1                            | HŽRK Zrinjski Mostar          | 53-17 | 34-18 | 87–35          |                |                |
| 2002-03 | Liga Campionilor                 | Turul 2                            | Nordstrand 2000 Oslo          | 21-32 | 24-22 | 45–54 Cupa EHF | 45–54 Cupa EHF | 45–54 Cupa EHF |
| 2002-03 | Cupa EHF                         | Turul 3                            | Jugopetrol Radn. Beograd      | 34-22 | 29-26 | 63–48          |                |                |
| 2002-03 | Cupa EHF                         | 1/8 de finală                      | HC Sonic Osijek               | 32-24 | 22-17 | 54–41          |                |                |
| 2002-03 | Cupa EHF                         | 1/4 de finală                      | Slagelse FH                   | 27-31 | 23-31 | 50–62          |                |                |
|         |                                  |                                    |                               |       |       |                |                |                |
| 2003-04 | Cupa EHF                         | Turul 2                            | HŽRK Zrinjski Mostar          | 35-15 | 34-14 | 69–29          |                |                |
| 2003-04 | Cupa EHF                         | Turul 3                            | Győri Graboplast ETO          | 21-25 | 26-29 | 47–54          |                |                |
|         |                                  |                                    |                               |       |       |                |                |                |
| 2004-05 | Cupa Challenge                   | 1/8 de finală                      | Spono Nottwil Handball        | 28-22 | 40-28 | 68–50          |                |                |
| 2004-05 | Cupa Challenge                   | 1/4 de finală                      | BSV Buxtehude                 | 28-31 | 36-34 | 64–65          |                |                |
|         |                                  |                                    |                               |       |       |                |                |                |
| 2005-06 | Cupa EHF                         | Turul 2                            | Cem. la Union-Ribarroja       | 24-32 | 27-25 | 51–57          |                |                |
|         |                                  |                                    |                               |       |       |                |                |                |
| 2006-07 | Cupa Cupelor Câștigătoare        | Turul 2                            | DHW Antwerpen                 | 47-11 | 47–14 | 94–26          |                |                |
| 2006-07 | Cupa Cupelor Câștigătoare        | Turul 3                            | Cornexi Alcoa-HSB Holding     | 25–25 | 40–23 | 65–48          |                |                |
| 2006-07 | Cupa Cupelor Câștigătoare        | Turul 4                            | 1. FC Nürnberg                | 29–27 | 31–26 | 60–53          |                |                |
| 2006-07 | Cupa Cupelor Câștigătoare        | 1/4 de finală                      | Podravka Vegeta Koprivnica    | 27–32 | 34–21 | 61–53          |                |                |
| 2006-07 | Cupa Cupelor Câștigătoare        | Semifinale                         | Budapest Bank-FTC             | 36-23 | 28-27 | 64–50          |                |                |
| 2006-07 | Cupa Cupelor Câștigătoare        | Finala                             | Byasen HB Elite Trondheim     | 30-24 | 29-29 | 59–53          |                |                |
|         |                                  |                                    |                               |       |       |                |                |                |
| 2006-07 | Trofeul Campionilor Câștigătoare | Semifinale                         | Handball Club Lada Togliatti  | 31–23 | 31–23 | 31–23          |                |                |
| 2006-07 | Trofeul Campionilor Câștigătoare | Finala                             | Zvezda Zvenigorod             | 23–19 | 23–19 | 23–19          |                |                |
|         |                                  |                                    |                               |       |       |                |                |                |
| 2007-08 | Liga Campionilor                 | Turneul de calificare 2 (Grupa 3)  | Madeira Andebol SAD           | 35–20 | 35–20 | 35–20          |                |                |
| 2007-08 | Liga Campionilor                 | Turneul de calificare 2 (Grupa 3)  | BNTU-Belaz Minsk Reg.         | 39–13 | 39–13 | 39–13          |                |                |
| 2007-08 | Liga Campionilor                 | Turneul de calificare 2 (Grupa 3)  | Byasen HB Elite               | 30–22 | 30–22 | 30–22          |                |                |
| 2007-08 | Liga Campionilor                 | Faza grupelor (Grupa D)            | Viborg HK A/S                 | 33–30 | 31–29 | Locul întâi    |                |                |
| 2007-08 | Liga Campionilor                 | Faza grupelor (Grupa D)            | Budapest Bank-FTC             | 32–22 | 34–28 | Locul întâi    |                |                |
| 2007-08 | Liga Campionilor                 | Faza grupelor (Grupa D)            | Budućnost T-Mobile            | 35–22 | 21–32 | Locul întâi    |                |                |
| 2007-08 | Liga Campionilor                 | Faza grupelor principale (Grupa 1) | 1. FC Nürnberg                | 28–28 | 39–27 | Locul trei     |                |                |
| 2007-08 | Liga Campionilor                 | Faza grupelor principale (Grupa 1) | Handball Club Lada Togliatti  | 35–26 | 27–30 | Locul trei     |                |                |
| 2007-08 | Liga Campionilor                 | Faza grupelor principale (Grupa 1) | Győri Audi ETO KC             | 27–30 | 32–27 | Locul trei     |                |                |
|         |                                  |                                    |                               |       |       |                |                |                |
| 2008-09 | Liga Campionilor                 | Faza grupelor (Grupa C)            | Larvik HK                     | 33–29 | 27–25 | Locul întâi    |                |                |
| 2008-09 | Liga Campionilor                 | Faza grupelor (Grupa C)            | HC Lada                       | 33–34 | 30–19 | Locul întâi    |                |                |
| 2008-09 | Liga Campionilor                 | Faza grupelor (Grupa C)            | HC Podravka Vegeta            | 30–20 | 24–28 | Locul întâi    |                |                |
| 2008-09 | Liga Campionilor                 | Faza grupelor principale (Grupa 2) | Budućnost T-Mobile            | 23–22 | 31–22 | Locul doi      |                |                |
| 2008-09 | Liga Campionilor                 | Faza grupelor principale (Grupa 2) | RK Krim Mercator              | 36–30 | 35–34 | Locul doi      |                |                |
| 2008-09 | Liga Campionilor                 | Faza grupelor principale (Grupa 2) | Győri Audi ETO KC             | 28–26 | 30–28 | Locul doi      |                |                |
| 2008-09 | Liga Campionilor                 | Semifinale                         | Viborg HK                     | 28-34 | 21-21 | 49–55          |                |                |
|         |                                  |                                    |                               |       |       |                |                |                |
| 2009-10 | Liga Campionilor Finalistă       | Faza grupelor (Grupa C)            | SD Itxako                     | 27–24 | 27–26 | Locul întâi    |                |                |
| 2009-10 | Liga Campionilor Finalistă       | Faza grupelor (Grupa C)            | Zvezda Zvenigorod             | 31–27 | 26–27 | Locul întâi    |                |                |
| 2009-10 | Liga Campionilor Finalistă       | Faza grupelor (Grupa C)            | Győri Audi ETO KC             | 26–22 | 22–26 | Locul întâi    |                |                |
| 2009-10 | Liga Campionilor Finalistă       | Faza grupelor principale (Grupa 2) | Hypo Niederösterreich         | 31–26 | 32–27 | Locul întâi    |                |                |
| 2009-10 | Liga Campionilor Finalistă       | Faza grupelor principale (Grupa 2) | HC Dinamo                     | 30–24 | 32–32 | Locul întâi    |                |                |
| 2009-10 | Liga Campionilor Finalistă       | Faza grupelor principale (Grupa 2) | Viborg HK                     | 27–26 | 33–26 | Locul întâi    |                |                |
| 2009-10 | Liga Campionilor Finalistă       | Semifinale                         | Győri Audi ETO KC             | 25-25 | 24-20 | 49–45          |                |                |
| 2009-10 | Liga Campionilor Finalistă       | Finala                             | Viborg HK                     | 21-28 | 31-32 | 52–60          |                |                |
|         |                                  |                                    |                               |       |       |                |                |                |
| 2010-11 | Liga Campionilor                 | Faza grupelor (Grupa C)            | Randers HK                    | 23–27 | 28–22 | Locul întâi    |                |                |
| 2010-11 | Liga Campionilor                 | Faza grupelor (Grupa C)            | Toulon Saint Cyr Var Handball | 28–19 | 26–22 | Locul întâi    |                |                |
| 2010-11 | Liga Campionilor                 | Faza grupelor (Grupa C)            | Larvik HK                     | 31–34 | 33–28 | Locul întâi    |                |                |
| 2010-11 | Liga Campionilor                 | Faza grupelor principale (Grupa 1) | Budućnost                     | 21–20 | 21–32 | Locul trei     |                |                |
| 2010-11 | Liga Campionilor                 | Faza grupelor principale (Grupa 1) | SD Itxako Reyno de Navarra    | 25–26 | 22–25 | Locul trei     |                |                |
| 2010-11 | Liga Campionilor                 | Faza grupelor principale (Grupa 1) | RK Krim Mercator              | 31–27 | 30–37 | Locul trei     |                |                |
|         |                                  |                                    |                               |       |       |                |                |                |
| 2011-12 | Liga Campionilor                 | Faza grupelor (Grupa D)            | Buxtehuder SV                 | 24–20 | 28–22 | Locul întâi    |                |                |
| 2011-12 | Liga Campionilor                 | Faza grupelor (Grupa D)            | Dinamo Volgograd              | 31–26 | 30–34 | Locul întâi    |                |                |
| 2011-12 | Liga Campionilor                 | Faza grupelor (Grupa D)            | Grupo Asfi Itxako Navarra     | 25–22 | 33–28 | Locul întâi    |                |                |
| 2011-12 | Liga Campionilor                 | Faza grupelor principale (Grupa 2) | RK Krim Mercator              | 31–25 | 30–26 | Locul doi      |                |                |
| 2011-12 | Liga Campionilor                 | Faza grupelor principale (Grupa 2) | Metz Handball                 | 30–21 | 26–26 | Locul doi      |                |                |
| 2011-12 | Liga Campionilor                 | Faza grupelor principale (Grupa 2) | Budućnost                     | 24–34 | 25–31 | Locul doi      |                |                |
| 2011-12 | Liga Campionilor                 | Semifinale                         | Győri Audi ETO KC             | 35-31 | 23-31 | 58–62          |                |                |
|         |                                  |                                    |                               |       |       |                |                |                |
| 2012-13 | Liga Campionilor                 | Faza grupelor (Grupa A)            | Hypo NÖ                       | 30–25 | 25–24 | Locul întâi    |                |                |
| 2012-13 | Liga Campionilor                 | Faza grupelor (Grupa A)            | Buxtehuder SV                 | 34–15 | 30–22 | Locul întâi    |                |                |
| 2012-13 | Liga Campionilor                 | Faza grupelor (Grupa A)            | Randers HK                    | 24–20 | 27–23 | Locul întâi    |                |                |
| 2012-13 | Liga Campionilor                 | Faza grupelor principale (Grupa 2) | FTC-Rail Cargo Hungaria       | 22–23 | 30–23 | Locul doi      |                |                |
| 2012-13 | Liga Campionilor                 | Faza grupelor principale (Grupa 2) | RK Krim Mercator              | 24–28 | 23–20 | Locul doi      |                |                |
| 2012-13 | Liga Campionilor                 | Faza grupelor principale (Grupa 2) | Zvezda Zvenigorod             | 29–25 | 26–23 | Locul doi      |                |                |
| 2012-13 | Liga Campionilor                 | Semifinale                         | Győri Audi ETO KC             | 22-24 | 25-24 | 47–48          |                |                |

## Sezoane recente
Conform Federației Române de Handbal și Federației Europene de Handbal:
Până în sezonul 1996-1997 primul eșalon al handbalului românesc s-a numit Divizia A (DA) iar al doilea eșalon s-a numit Divizia B (DB). Din sezonul 1997-1998 primul eșalon al handbalului românesc s-a numit Liga Națională (LN) iar al doilea eșalon s-a numit Divizia A (DA).
Cupa României s-a desfășurat începând cu sezonul 1977-1978. În sezoanele 1990-1991, 1999-2000, 2000-2001, 2004-2005, 2007-2008, 2008-2009, 2009-2010 și 2011-2012 nu a fost organizată.
Supercupa României s-a desfășurat începând cu sezonul 2006-2007. În sezoanele 2007-2008, 2008-2009, 2009-2010 și 2011-2012 nu a fost organizată.
Până în sezonul 1981-1982 Chimistul Râmnicu Vâlcea a evoluat în al doilea eșalon al handbalului românesc Divizia B (DB).
| Sezon   | Competiție națională | Loc    | Cupa României | Supercupa României | Competiție europeană       | Competiție europeană |
| ------- | -------------------- | ------ | ------------- | ------------------ | -------------------------- | -------------------- |
| 1981-82 | DB                   | 1      |               |                    |                            |                      |
| 1982-83 | DA                   | Argint |               |                    |                            |                      |
| 1983-84 | DA                   | Bronz  | Câștigătoare  |                    | Cupa IHF Supercupa Europei | Câștigătoare         |
| 1984-85 | DA                   | Argint |               |                    | Cupa Cupelor               | Optimi               |
| 1985-86 | DA                   | Bronz  | Finalistă     |                    | Cupa IHF                   | Optimi               |
| 1986-87 | DA                   | 4      | Semifinalistă |                    | Cupa Cupelor               | Semifinalistă        |
| 1987-88 | DA                   | Bronz  | Semifinalistă |                    | Cupa IHF                   | Sfertfinalistă       |
| 1988-89 | DA                   | Aur    | Semifinalistă |                    | Cupa IHF                   | Câștigătoare         |
| 1989-90 | DA                   | Aur    | Câștigătoare  |                    | Cupa Campionilor Europeni  | Semifinalistă        |
| 1990-91 | DA                   | Aur    |               |                    | Cupa Campionilor Europeni  | Optimi               |
| 1991-92 | DA                   | Argint | Câștigătoare  |                    | Cupa Campionilor Europeni  | Semifinalistă        |
| 1992-93 | DA                   | Aur    | Câștigătoare  |                    | Cupa Cupelor               | Semifinalistă        |
| 1993-94 | DA                   | Aur    | Câștigătoare  |                    | Liga Campionilor           | Faza grupelor        |
| 1994-95 | DA                   | Aur    | Câștigătoare  |                    | Cupa Cupelor               | Optimi               |
| 1995-96 | DA                   | Aur    | Câștigătoare  |                    | Liga Campionilor           | Faza grupelor        |
| 1996-97 | DA                   | Aur    | Câștigătoare  |                    | Liga Campionilor           | Faza grupelor        |

| Sezon   | Competiție națională | Loc    | Cupa României | Supercupa României | Competiție europeană             | Competiție europeană     |
| ------- | -------------------- | ------ | ------------- | ------------------ | -------------------------------- | ------------------------ |
| 1997-98 | LN                   | Aur    | Câștigătoare  |                    | Liga Campionilor                 | Faza grupelor            |
| 1998-99 | LN                   | Aur    | Câștigătoare  |                    | Liga Campionilor                 | Faza grupelor            |
| 1999-00 | LN                   | Aur    |               |                    | Liga Campionilor                 | Șaisprezecimi            |
| 2000-01 | LN                   | Argint |               |                    | Liga Campionilor                 | Faza grupelor            |
| 2001-02 | LN                   | Aur    | Câștigătoare  |                    | Cupa Cupelor                     | Finalistă                |
| 2002-03 | LN                   | Argint | Finalistă     |                    | Liga Campionilor / Cupa EHF      | Turul 2 / Sfertfinalistă |
| 2003-04 | LN                   | 4      | Semifinalistă |                    | Cupa EHF                         | Turul 3                  |
| 2004-05 | LN                   | Bronz  |               |                    | Cupa Challenge                   | Sfertfinalistă           |
| 2005-06 | LN                   | Bronz  | Finalistă     |                    | Cupa EHF                         | Turul 3                  |
| 2006-07 | LN                   | Aur    | Câștigătoare  | Câștigătoare       | Cupa Cupelor Trofeul Campionilor | Câștigătoare             |
| 2007-08 | LN                   | Aur    |               |                    | Liga Campionilor                 | Faza grupelor principale |
| 2008-09 | LN                   | Aur    |               |                    | Liga Campionilor                 | Semifinalistă            |
| 2009-10 | LN                   | Aur    |               |                    | Liga Campionilor                 | Finalistă                |
| 2010-11 | LN                   | Aur    | Câștigătoare  | Câștigătoare       | Liga Campionilor                 | Faza grupelor principale |
| 2011-12 | LN                   | Aur    |               |                    | Liga Campionilor                 | Semifinalistă            |
| 2012-13 | LN                   | Aur    |               |                    | Liga Campionilor                 | Semifinalistă            |

## Galerie de imagini

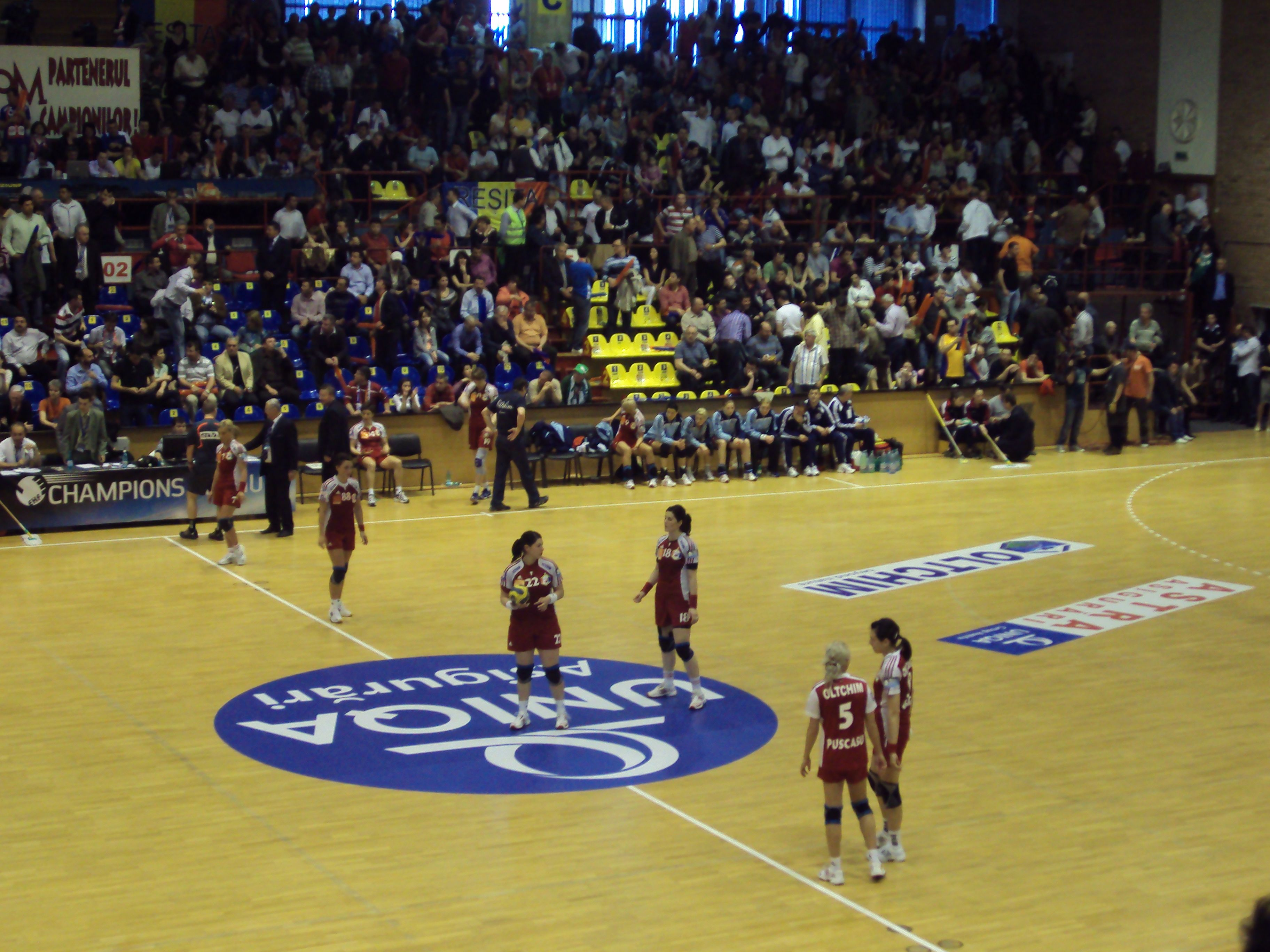
Oltchim Râmnicu Vâlcea, 18 aprilie 2010. De la stânga la dreapta: Adriana Nechita, Patricia Vizitiu, Oana Manea, Adina Meiroșu, Iulia Pușcașu și Cristina Neagu.
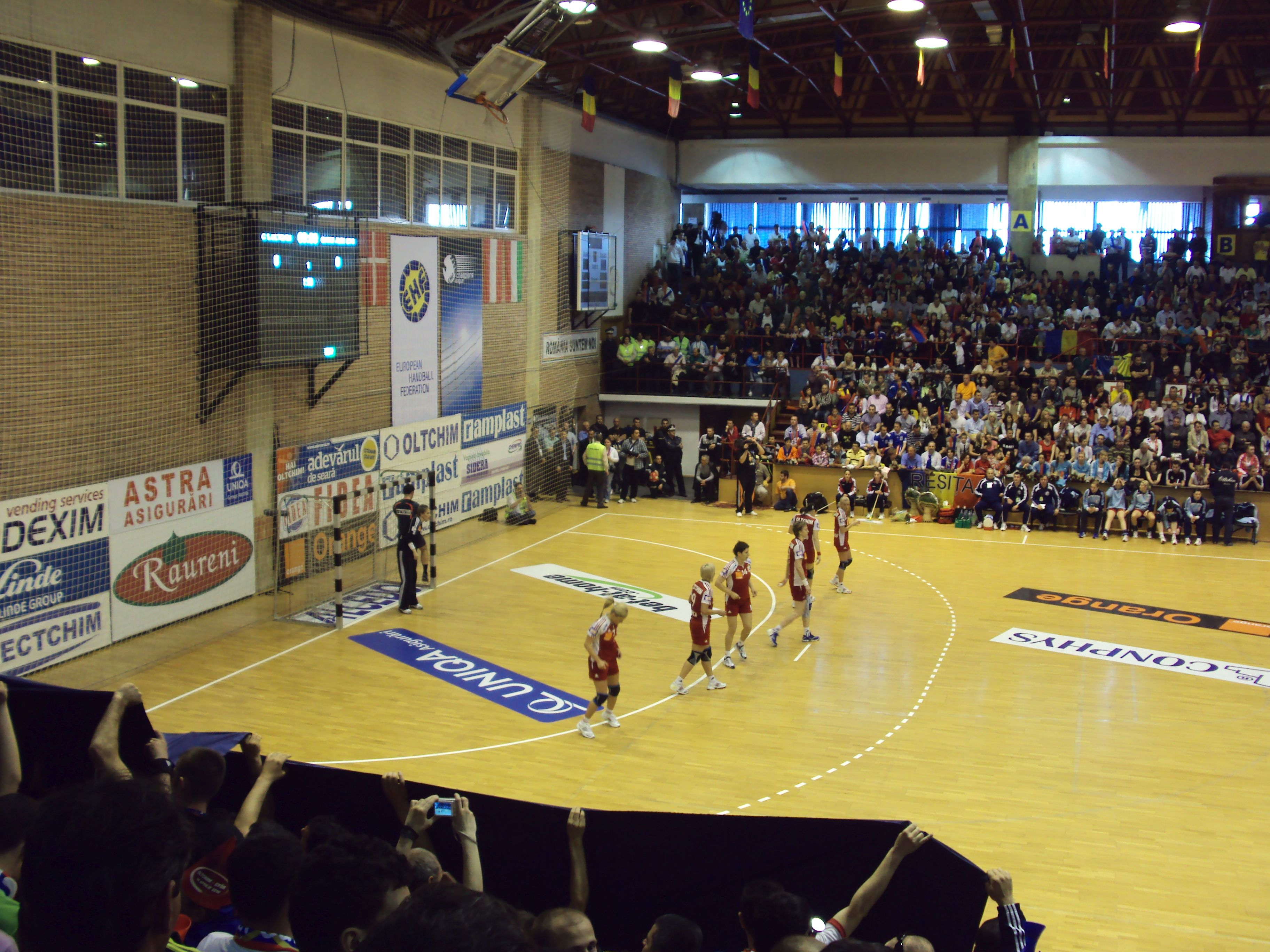
Oltchim Râmnicu Vâlcea, 18 aprilie 2010. De la stânga la dreapta: Adriana Nechita, Ionela Stanca, Steluța Luca, Valeria Beșe, Cristina Neagu și Iulia Pușcașu. În poartă, Paula Ungureanu.
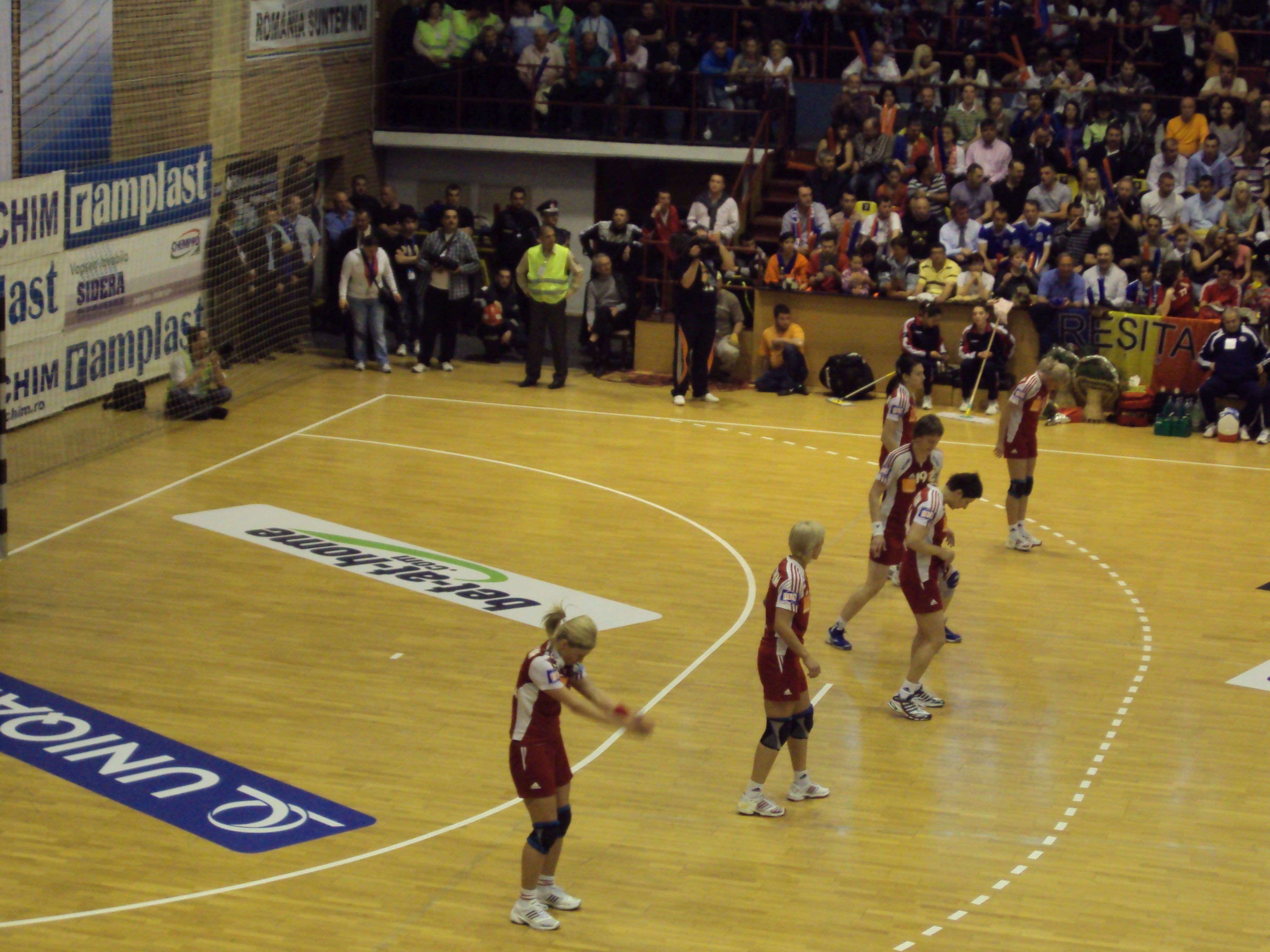
Oltchim Râmnicu Vâlcea, 18 aprilie 2010. De la stânga la dreapta: Adriana Nechita, Ionela Stanca, Steluța Luca, Valeria Beșe, Cristina Neagu și Iulia Pușcașu.
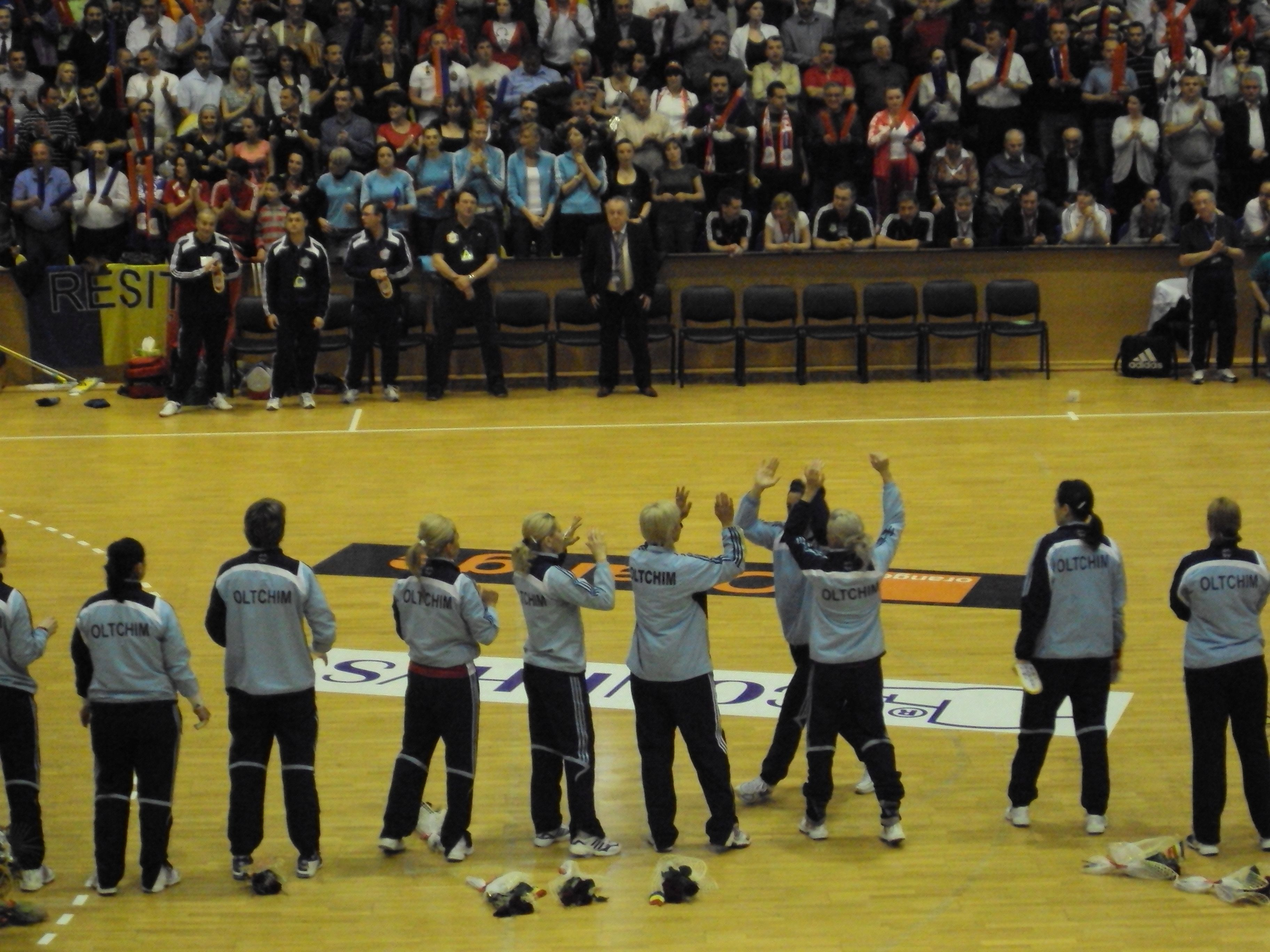
Oltchim Râmnicu Vâlcea, 18 aprilie 2010. În fundal, președintele Ioan Gavrilescu și antrenorii Radu Voina și Aurelian Roșca.
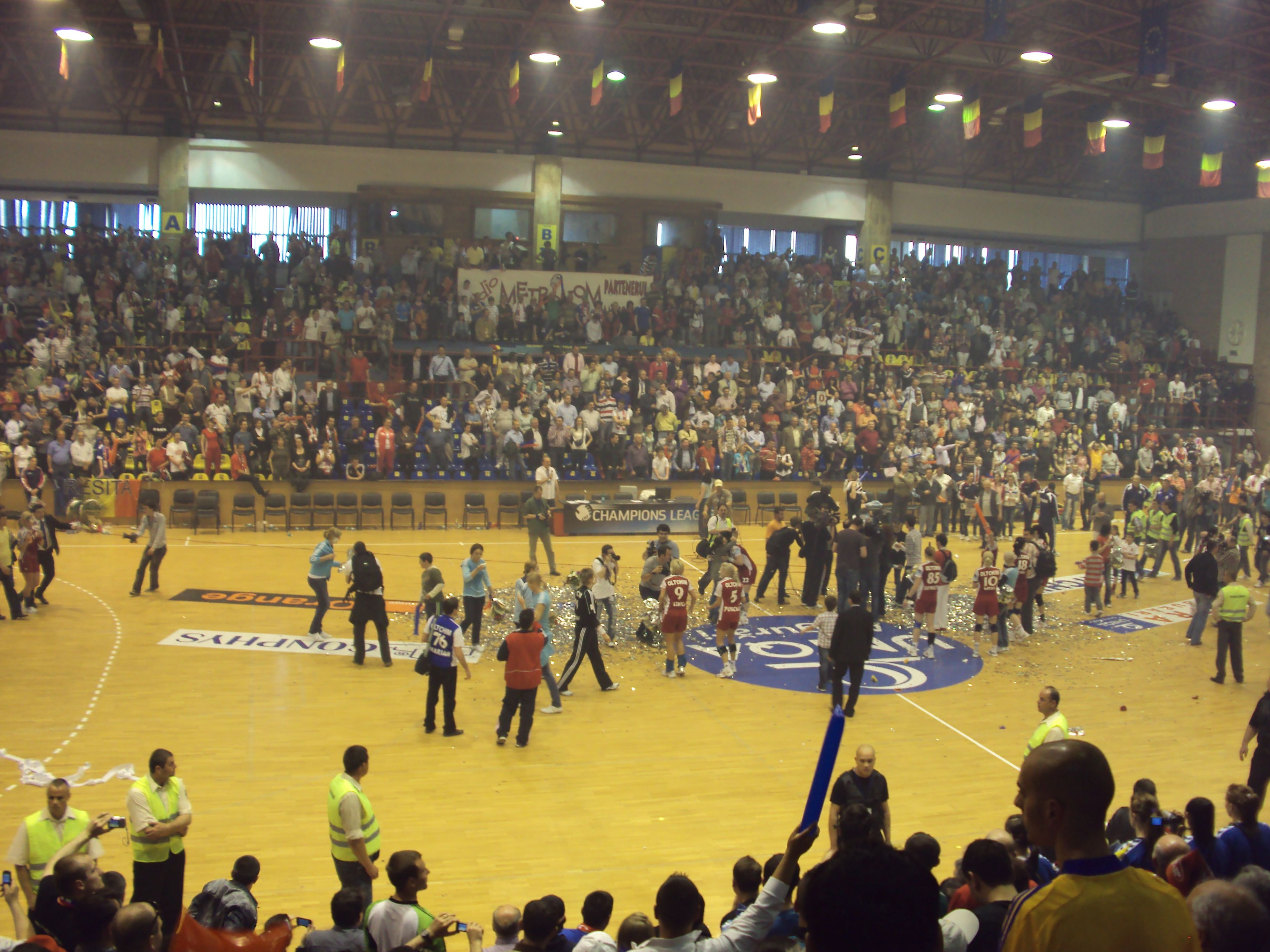
Petrecere în Sala Traian după victoria CS Oltchim Râmnicu Vâlcea împotriva Győri Audi ETO KC, pe 18 aprilie 2010, în returul semifinalei Ligii Campionilor EHF.
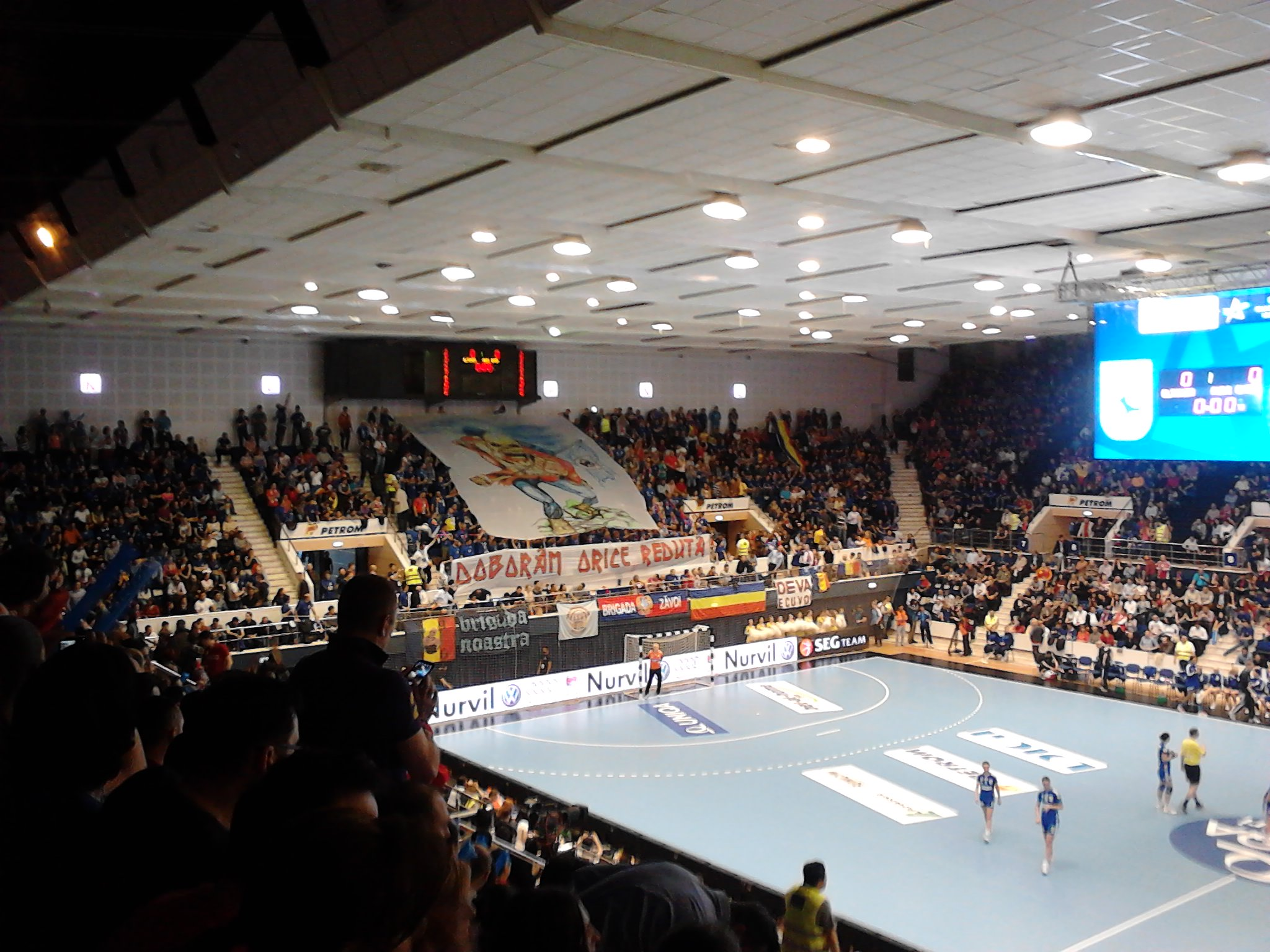
„Brigada Noastră” încurajând echipa în Sala Polivalentă din București, pe 15 mai 2010, în timpul finalei Ligii Campionilor împotriva Viborg HK.

## Lotul de jucătoare
Începând din sezonul 2013-2014, echipa CS Oltchim nu mai există. În luna iunie, în comunicatul oficial postat pe pagina sa de internet, CS Oltchim anunța „cedarea sportivelor echipei „Oltchim” Rm. Vâlcea (aflate sub contract după data de 01.07.2013)” către clubul HC Oltenia. În realitate, acest lucru nu s-a întâmplat, iar toate fostele jucătoare s-au transferat la alte cluburi, cu excepția Adinei Meiroșu, care s-a retras din activitate.
Ultima componență cunoscută, cea de la Cupa României 2012-13:
| Portari - 01 Lăcrămioara Stan - 12 Silvia Navarro - 30 Paula Ungureanu Extreme - 05 Iulia Curea - 06 Iulia Managarova - 07 Adriana Nechita - 17 Ramona Farcău Pivoți - 13 Nicoleta Safta - 22 Oana Manea |  | Intermediari - 08 Cristina Neagu - 18 Adina Meiroșu - 32 Katarina Bulatović - 71 Marija Jovanović - 85 Alexandrina Barbosa Coordonatori - 79 Aurelia Brădeanu |

## Banca tehnică
Ultima formulă cunoscută a băncii tehnice:
| Nume           | Naționalitate | Ocupație           |
| -------------- | ------------- | ------------------ |
| Steluța Luca   | România       | Antrenor principal |
| Aurelian Roșca | România       | Antrenor secund    |
| Florin Oancea  | România       | Medic              |
| Carmen Udrea   | România       | Medic              |
| Emil Guiu      | România       | Fizioterapeut      |
| Marian Trușcă  | România       | Fizioterapeut      |

## Conducerea administrativă
Ultima formulă cunoscută a conducerii administrative:
| Nume             | Naționalitate | Ocupație       |
| ---------------- | ------------- | -------------- |
| Constantin Roibu | România       | Manager        |
| Petre Berbecaru  | România       | Președinte     |
| Nicolae Luca     | România       | Vicepreședinte |

## Foste jucătoare notabile
| - Maria Verigeanu - Cristina Lada - Doina Rodeanu - Ioana Bogdan - Edit Matei - Carmen Petca - Simona Iovănescu - Marinela Pătru - Lidia Drăgănescu - Mariana Târcă - Valentina Cozma - Carmen Amariei - Gabriela Tănase - Simona Gogîrlă - Cristina Vărzaru - Steluța Luca - Narcisa Lecușanu - Luminița Huțupan - Valentina Ardean-Elisei |  | - Gabriella Szűcs - Yeliz Özel - Amandine Leynaud - Ionela Stanca - Allison Pineau - Katarina Bulatović - Marija Jovanović - Paula Ungureanu - Oana Manea - Adriana Nechita - Aurelia Brădeanu - Cristina Neagu - Ramona Farcău - Adina Meiroșu - Patricia Vizitiu - Iulia Curea - Iulia Managarova - Silvia Navarro - Alexandrina Barbosa |

## Jucătoare străine
| Perioadă  | Handbalistă         |
| --------- | ------------------- |
| 2009-2010 | Reghina Șimkute     |
| 2009-2010 | Olga Vașciuk        |
| 2009-2011 | Anastasia Pidpalova |
| 2011-2013 | Iulia Managarova    |
| 2008-2009 | Rita Borbás         |
| 2008-2011 | Gabriella Szűcs     |
| 2010-2012 | Yeliz Özel          |
| 2012-2013 | Amandine Leynaud    |
| 2012-2013 | Allison Pineau      |
| 2012-2013 | Katarina Bulatović  |
| 2011-2013 | Marija Jovanović    |
| 2011-2012 | Sanela Knezović     |
| 2012-2013 | Silvia Navarro      |
| 2012-2013 | Alexandrina Barbosa |

## Antrenori
| Perioadă  | Antrenor principal                                  | Antrenor secund                     |
| --------- | --------------------------------------------------- | ----------------------------------- |
| 1982-1983 | Constantin Popescu                                  |                                     |
| 1983-1984 | Constantin Popescu                                  | Maria Ciulei                        |
| 1984-1986 | Ion Gherhard                                        | Maria Ciulei                        |
| 1986-1987 | Constantin Muscalu                                  | Petre Berbecaru                     |
| 1987-1988 | Ion Gherhard                                        | Maria Ciulei                        |
| 1988-1989 | Ion Gherhard                                        | Gheorghe Ionescu                    |
| 1989-1991 | Gheorghe Ionescu                                    | Petre Berbecaru                     |
| 1991-1992 | Constantin Cojocaru                                 | Petre Berbecaru                     |
| 1992-1993 | Lucian Râșniță                                      | Constantin Cojocaru                 |
| 1993-1994 | Lucian Râșniță                                      | Gheorghe Ionescu                    |
| 1994-1995 | Constantin Cojocaru                                 | Petre Berbecaru                     |
| 1995-1996 | Constantin Cojocaru                                 | Gheorghe Ionescu, Alexandru Mengoni |
| 1996-1997 | Alexandru Mengoni, Lucian Râșniță                   | Petre Berbecaru                     |
| 1997-1998 | Lucian Râșniță                                      | Petre Berbecaru                     |
| 1998-2000 | Bogdan Macovei                                      | Petre Berbecaru                     |
| 2000-2002 | Mariana Târcă                                       | Ion Gherhard                        |
| 2002-2003 | Mariana Târcă                                       | Petre Berbecaru                     |
| 2003-2004 | Mariana Târcă                                       | Petre Berbecaru, Maria Török-Duca   |
| 2004-2005 | Liviu Paraschiv, Maria Török-Duca, Gheorghe Ionescu | Petre Berbecaru                     |
| 2005-2006 | Đorđe Rašić, Cornel Bădulescu                       | Petre Berbecaru                     |
| 2006-2008 | Gheorghe Tadici                                     | Popa Seviștean                      |
| 2008-2009 | Ivica Rimanić, Radu Voina                           | Aurelian Roșca                      |
| 2009-2010 | Radu Voina                                          | Aurelian Roșca                      |
| 2010-2011 | Péter Kovács, Anja Andersen, Radu Voina             | Aurelian Roșca, Maria Török-Duca    |
| 2011-2012 | Radu Voina                                          | Aurelian Roșca, Steluța Luca        |
| 2012-2013 | Jakob Vestergaard                                   | Mette Klit, Steluța Luca            |
| 2013      | Steluța Luca                                        | Aurelian Roșca                      |